# Elizabeth Wurtzel

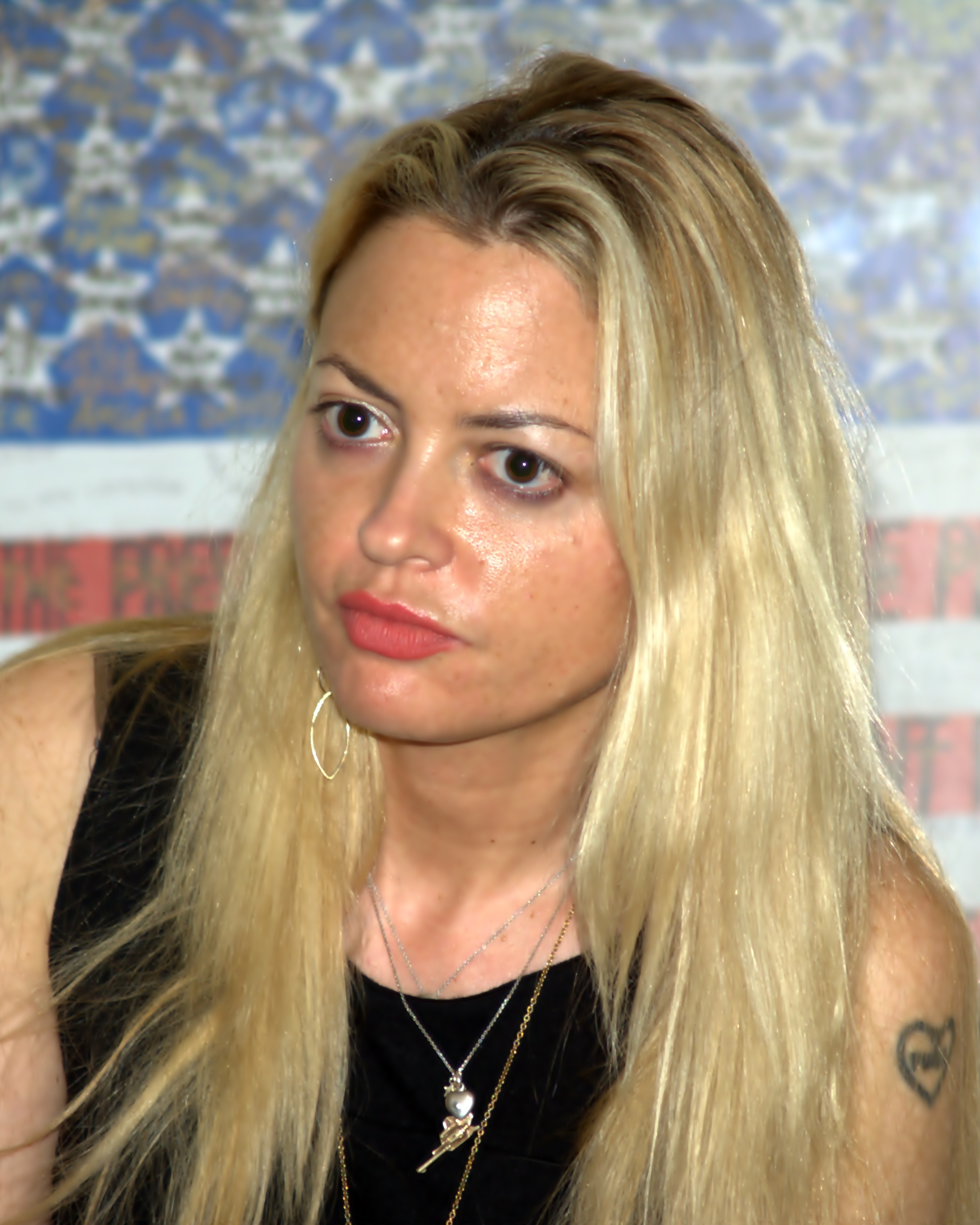
Elizabeth Wurtzel

Elizabeth Lee Wurtzel (* 31. Juli 1967 in New York City, New York; † 7. Januar 2020 ebenda) war eine US-amerikanische Autorin, Journalistin und Rechtsanwältin.

## Leben
Wurtzel wuchs in New York City in einer jüdischen Familie auf. Wurtzels Eltern ließen sich scheiden, als Elizabeth noch relativ jung war. Sie besuchte die jüdisch-orthodoxe Ramaz School in der Upper East Side von New York. Während ihres Studiums am Harvard College schrieb sie für die Studentenzeitung The Harvard Crimson und die Tageszeitung The Dallas Morning News. 1986 gewann sie den Rolling Stone College Journalism Award für einen Artikel über den Rocksänger Lou Reed. Nach der Erlangung ihres Abschlusses in Harvard zog Wurtzel zurück in den New Yorker Stadtteil Greenwich Village und arbeitete als Musikkritikerin für die Magazine The New Yorker und New York Magazine. Später besuchte sie die Yale Law School, wo sie 2008 ihren Abschluss erlangte. Sie arbeitete zuletzt als Rechtsanwältin und freie Journalistin. Am 7. Januar 2020 starb Wurtzel im Alter von 52 Jahren in Manhattan an den Folgen von Brustkrebs.

## Verdammte schöne Welt
Wurtzels bekanntestes Werk ist ihre Autobiographie Verdammte schöne Welt (englisch Prozac Nation), die sie im Alter von 26 Jahren veröffentlichte. Das Buch handelt von Wurtzels Erkrankung an Depressionen im Alter von 10 bis 12 Jahren und später während ihrer Zeit in Harvard sowie von der Behandlung mit Prozac. Die Geschichte wurde 2001 mit Christina Ricci in der Hauptrolle unter dem Titel Prozac Nation – Mein Leben mit der Psychopille verfilmt, der Film in den USA jedoch nie im Kino gezeigt.

## Werke (Auswahl)
- Verdammte schöne Welt. Übersetzung Christiane Bergfeld, Christiane Landgrebe. Berlin: Byblos, 1994 (engl.: Prozac Nation, 1994)
- Bitch – ein Loblied auf gefährliche Frauen. Übersetzung Ulrike Wasel, Klaus Timmermann.  München: Blessing, 1999 (engl. Bitch: In Praise of Difficult Women, 1998)
- Der Schlampen-Knigge. Übersetzung Ulrike Wasel, Klaus Timmermann. München: Piper, 2001 (Sammlung; auf Englisch 2004 zusammengefasst unter The Secret of Life: Commonsense Advice for Uncommon Women erschienen)
- More, Now, Again: A Memoir of Addiction (2001)